# 가부키모노 케이지
《가부키모노 케이지》(일본어: かぶき者慶次 가부키모노 케이지[*])은 2015년 4월 9일부터 2015년 6월 18일까지 일본 NHK에서 매주 목요일 밤 20시부 터 20시 43분까지 방송 된 사극이다.. 전국 시대의 무장, 마에다 케이지의 말년을 그린 작품이다.

## 출연
- 후지 타츠야 : 마에다 도시마스
- 히노 쇼헤이
- 니시우치 마리야 : 마에다 사노 역